# Alfred Kastler
Alfred Kastler (Guebwiller, 1902. május 3. – Bandol, 1984. január 7.) Nobel-díjas francia (elzászi nemzetiségű) fizikus.

## Életrajza
1921 után a párizsi École normale supérieure-ön tanult. Diplomája megszerzése után gimnáziumi tanár, majd 1938-tól 1941-ig a bordeaux-i egyetem, 1941-től 1968-ig az École normale supérieure fizikaprofesszora. 1968 és 1972 között a Centre national de la recherche scientifique igazgatója.
Szakterülete a rádiófrekvenciás spektroszkópia volt. 1949 és 1952 között Jean Brossellel együtt felfedezte és kidolgozta az optikai és a rádiófrekvenciás rezonanciát összekapcsoló kettősrezonancia-módszert. 1950-ben ő alkalmazta először az optikai pumpálás eljárását, ami fontos mérföldkőnek számított a mézer és a lézer megalkotásában, ezért 1966-ban fizikai Nobel-díjat kapott. Az optikai pumpálás lényege, hogy optikai gerjesztéssel atomok csoportját magasabb energiaállapotba juttatják, s ezek sugárzást követően egy közbenső energiaszintet népesítenek be, így az energiaszint-eloszlás végül eltér a normál termikus egyensúlytól. Részt vett a békemozgalmakban.
1973-ban a Magyar Tudományos Akadémia tiszteleti tagjává választották. Magyarul megjelent műve: Az a különös anyag (1980).

## Magyarul megjelent művei
- Az a különös anyag; ford. Fényes Imréné; Gondolat, Bp., 1980